# Julián Simón
Julián Simón Sesmero (Villacañas, Toledo, España, 3 de abril de 1987) es un expiloto español de motociclismo. Fue campeón del Campeonato Mundial de Motociclismo de 125cc en 2009 y subcampeón de Moto2 en 2010. Actualmente es preparador de Maverick Viñales en MotoGP.

## Biografía

### Inicios
Empezó su carrera deportiva compitiendo en motocross, llegando a ganar el campeonato de España (alevín) en 1997, aunque dos años más tarde dio el salto a la velocidad, compitiendo en la Copa Aprilia 50cc (4.º). Al segundo año, ganó tanto la Copa Aprilia 50cc, como la 125cc. Tras estos éxitos dio el salto al Campeonato de España de Velocidad, donde en el 2001 quedó 4.º y en el 2002 3.º, ese mismo año fue piloto invitado en Montmeló, Jerez, Portugal y Valencia con el equipo Telefónica MoviStar Jr. Team, consiguiendo sus primeros puntos en el Campeonato del Mundo de Motociclismo.

### 2003-2004
En su primer año completo en el Mundial, corrió con una Malaguti, en el equipo Semprucci Angaia Racing y logró terminar trece carreras de un total de dieciséis, consiguiendo 4 puntos.
En el 2004, pasó a correr con una Honda siempre con el equipo Angaia Racing, ese año logró terminar todas las carreras del campeonato, estando regularmente en los puntos. Su mejor posición fue 6.º, en el Gran Premio de Malasia. Terminó el Mundial en la posición 14, con un total de 60 puntos.

### 2005-2006
En su tercera temporada en 125cc, fichó por el equipo oficial KTM y consiguió estar en los puntos en todas las carreras que terminó. Ese mismo año consiguió su primera victoria en el Gran Premio de Inglaterra. Finalizó 7.º en el Mundial con 123 puntos.
En 2006, continuó corriendo por la marca austriaca KTM, consiguió un ser 3.º en Japón, y terminó 9.º en el Mundial, con un total de 97 puntos.

### 2007-2008
En el 2007 dio el salto a la categoría de 250cc, con una Honda y el patrocinio de Repsol, y consiguió acabar quince de las diecisiete carreras, todas ellas en los puntos, y como mejor resultado obtuvo un 5.º puesto en el Gran Premio de Francia. Terminó el Mundial en la 9.ª posición, con 109 puntos.
En su segunda temporada en 250cc, Repsol cambió Honda por KTM, pero con resultados parecidos, Simón consiguió ser cuarto en Australia y Japón, y acabó 10.º con 109 puntos.

### 2009

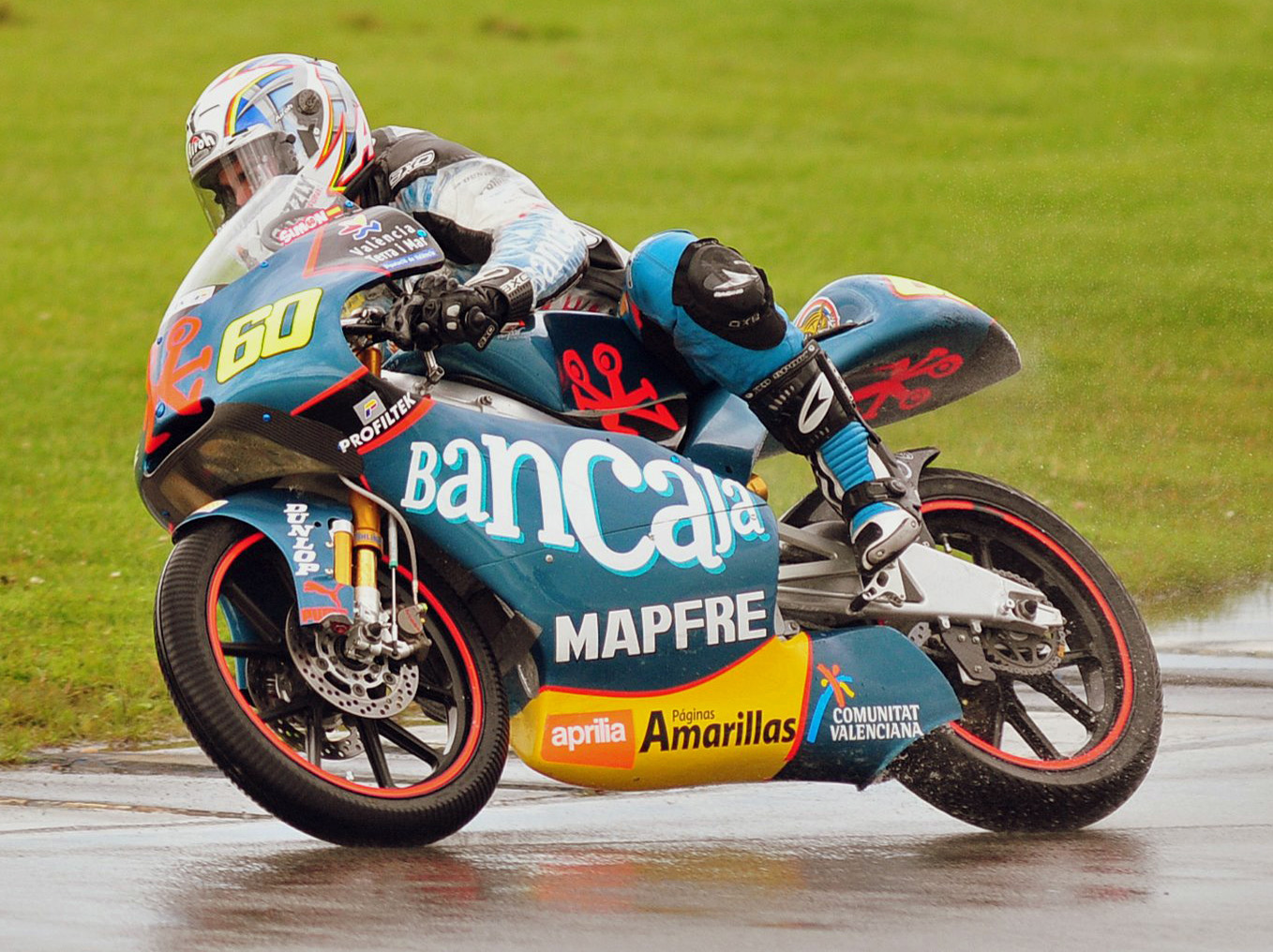
Julián Simón en el GP de Gran Bretaña 2009

En la temporada 2009 decide bajar de categoría y volver a competir en 125cc en el equipo de Aspar con una Aprilia RSA125.
En su regreso a 125cc, consiguió estar doce veces en el podio, siete de las cuales logrando la victoria y se convirtió en Campeón del Mundo de 125 cc el 18 de octubre de 2009 en el Circuito de Phillip Island en Australia.

### 2010-2011
En 2010 dio el salto a la categoría de Moto2, con la Suter del Aspar Team, consiguió tres poles y terminó ocho veces en el podium, terminando 2.º en el Campeonato del Mundo, con 201 puntos, por detrás del manresano Toni Elías.
En 2011, la que debía ser su temporada, cuando iba segundo en la clasificación, a escasos puntos del líder, sufrió un accidente en el Gran Premio de Cataluña, a causa de que el piloto turco Kenan Sofuoglu, lo embistiera por detrás sin que este pudiera hacer nada para salvar la caída. Simón acabó con una fractura conminuta diafisaria de tibia y peroné, que le dejó sin correr casi dos meses perdiéndose cuatro carreras, y sin opciones al título. En Sachsenring, su primera carrera tras su lesión, volvió a sufrir una caída.

### 2012
En 2012 deja el Aspar Team y ficha por BQR, que acaba siendo Avintia Racing. Empieza la temporada con la moto FTR, pero al no dar buenas sensaciones en la primera carrera, continúa con la moto Suter. Al final acaba el Mundial en la posición 17, con solo 60 puntos y un podio en el GP de Indianápolis.

### 2013
En 2013 ficha por el equipo Italtrans Racing, compartiendo equipo con el japonés Takaaki Nakagami. Julián comienza teniendo problemas de adaptación a su nueva moto (Kalex).

## Resultados

### Campeonato del Mundo de Motociclismo
Sistema de puntuación de 1993 hasta 2022:
| Posición | 1.º | 2.º | 3.º | 4.º | 5.º | 6.º | 7.º | 8.º | 9.º | 10.º | 11.º | 12.º | 13.º | 14.º | 15.º |
| Puntos   | 25  | 20  | 16  | 13  | 11  | 10  | 9   | 8   | 7   | 6    | 5    | 4    | 3    | 2    | 1    |

#### Por temporada
| Temporada | Cat.  | Equipo                       | Moto     | Carreras | Ganadas | Podios | Poles | V. Ráp. | Puntos | Posición |
| --------- | ----- | ---------------------------- | -------- | -------- | ------- | ------ | ----- | ------- | ------ | -------- |
| 2002      | 125cc | Telefónica MoviStar Jr. Team | Honda    | 4        | 0       | 0      | 0     | 0       | 2      | 37.º     |
| 2003      | 125cc | Team Semprucci Angaia        | Malaguti | 16       | 0       | 0      | 0     | 0       | 4      | 29.º     |
| 2004      | 125cc | Angaia Racing                | Honda    | 14       | 0       | 0      | 0     | 0       | 60     | 14.º     |
| 2005      | 125cc | Red Bull KTM GP125           | KTM      | 15       | 1       | 1      | 0     | 0       | 123    | 7.º      |
| 2006      | 125cc | Red Bull KTM GP125           | KTM      | 13       | 0       | 1      | 0     | 0       | 97     | 9.º      |
| 2007      | 250cc | Repsol-Honda                 | Honda    | 17       | 0       | 0      | 0     | 0       | 123    | 9.º      |
| 2008      | 250cc | Repsol-KTM                   | KTM      | 16       | 0       | 0      | 0     | 0       | 109    | 10.º     |
| 2009      | 125cc | Bancaja Aspar Team           | Aprilia  | 16       | 7       | 12     | 7     | 7       | 264    | 1.º      |
| 2010      | Moto2 | Mapfre Aspar Team            | RSV      | 2        | 0       | 0      | 0     | 0       | 201    | 2.º      |
| 2010      | Moto2 | Mapfre Aspar Team            | Suter    | 15       | 0       | 8      | 3     | 3       | 201    | 2.º      |
| 2011      | Moto2 | Mapfre Aspar Team            | Suter    | 10       | 0       | 1      | 0     | 0       | 68     | 14.º     |
| 2012      | Moto2 | Blusens-Avintia Racing       | FTR      | 1        | 0       | 0      | 0     | 0       | 81     | 13.º     |
| 2012      | Moto2 | Blusens-Avintia Racing       | Suter    | 16       | 0       | 2      | 0     | 0       | 81     | 13.º     |
| 2013      | Moto2 | Italtrans Racing Team        | Kalex    | 17       | 0       | 0      | 0     | 2       | 81     | 13.º     |
| 2014      | Moto2 | Italtrans Racing Team        | Kalex    | 18       | 0       | 0      | 0     | 0       | 56     | 17.º     |
| 2015      | Moto2 | QMMF Racing Team             | Speed Up | 18       | 0       | 0      | 0     | 0       | 58     | 18.º     |
| 2016      | Moto2 | QMMF Racing Team             | Speed Up | 18       | 0       | 1      | 0     | 0       | 26     | 16.º     |
| 2017      | Moto2 | Garage Plus Interwetten      | Kalex    | 2        | 0       | 0      | 0     | 0       | 0      | 39.º     |
| 2017      | Moto2 | Tech 3 Racing                | Tech 3   | 1        | 0       | 0      | 0     | 0       | 0      | 39.º     |
| Total     | Total | Total                        | Total    | 227      | 8       | 26     | 10    | 12      | 1392   |          |

#### Por categoría
| Cat.  | Temporadas      | Primer GP      | Primer Podio         | Primera Victoria     | Última Victoria  | Carreras | Victorias | Podios | Poles | V. Ráp. | Puntos | CM |
| ----- | --------------- | -------------- | -------------------- | -------------------- | ---------------- | -------- | --------- | ------ | ----- | ------- | ------ | -- |
| 125cc | 2002–2006, 2009 | GP España 2002 | GP Gran Bretaña 2005 | GP Gran Bretaña 2005 | GP Valencia 2005 | 78       | 8         | 14     | 7     | 7       | 575    | 1  |
| 250cc | 2007 – 2008     | GP Catar 2007  | -                    | -                    | -                | 33       | 0         | 0      | 0     | 0       | 232    | 0  |
| Moto2 | 2010 – 2017     | GP Catar 2010  | GP Francia 2010      | -                    | -                | 116      | 0         | 12     | 3     | 5       | 585    | 0  |
| Total | 2002 – 2017     | 2002 – 2017    | 2002 – 2017          | 2002 – 2017          | 2002 – 2017      | 227      | 8         | 26     | 10    | 12      | 1392   | 1  |

#### Carreras por año
(Carreras en negrita indica pole position, carreras en cursiva indica vuelta rápida)
| Año  | Cat.  | Moto     | 1       | 2       | 3       | 4       | 5       | 6       | 7       | 8       | 9       | 10      | 11      | 12     | 13      | 14      | 15      | 16      | 17      | 18      | Pts. | Pos. |  |
| ---- | ----- | -------- | ------- | ------- | ------- | ------- | ------- | ------- | ------- | ------- | ------- | ------- | ------- | ------ | ------- | ------- | ------- | ------- | ------- | ------- | ---- | ---- |  |
| 2002 | 125cc | Honda    | JPN     | RSA     | SPA Ret | FRA     | ITA     | CAT 22  | NED     | GBR     | GER     | CZE     | POR 14  | BRA    | PAC     | MAL     | AUS     | VAL Ret |         |         | 2    | 37.º |  |
| 2003 | 125cc | Malaguti | JPN 19  | RSA 27  | SPA Ret | FRA 20  | ITA Ret | CAT 24  | NED 17  | GBR 18  | GER 20  | CZE 22  | POR Ret | BRA 25 | PAC 24  | MAL 25  | AUS 12  | VAL 19  |         |         | 4    | 29.º |  |
| 2004 | 125cc | Honda    | RSA 11  | SPA 11  | FRA 13  | ITA 20  | CAT 14  | NED 19  | BRA 14  | GER 9   | GBR 8   | CZE 10  | POR     | JPN    | QAT 7   | MAL 6   | AUS 20  | VAL 13  |         |         | 60   | 14.º |  |
| 2005 | 125cc | KTM      | SPA 9   | POR 9   | CHN 10  | FRA 8   | ITA 7   | CAT 8   | NED 6   | GBR 1   | GER 5   | CZE 10  | JPN Ret | MAL 6  | QAT 8   | AUS Ret | TUR     | VAL 8   |         |         | 123  | 7.º  |  |
| 2006 | 125cc | KTM      | SPA 5   | QAT 10  | TUR 11  | CHN 5   | FRA 12  | ITA 7   | CAT Ret | NED Les | GBR Les | GER Les | CZE Ret | MAL 4  | AUS 5   | JPN 3   | POR 5   | VAL Ret |         |         | 97   | 9.º  |  |
| 2007 | 250cc | Honda    | QAT 8   | SPA Ret | TUR 7   | CHN 7   | FRA 5   | ITA 7   | CAT 10  | GBR 7   | NED Ret | GER Ret | CZE 8   | RSM 10 | POR 8   | JPN 6   | AUS 6   | MAL 6   | VAL 6   |         | 123  | 9.º  |  |
| 2008 | 250cc | KTM      | QAT 11  | SPA 7   | POR 7   | CHN Ret | FRA 8   | ITA 11  | CAT 9   | GBR 8   | NED 10  | GER 5   | CZE 12  | RSM 5  | IND C   | JPN 4   | AUS 4   | MAL Ret | VAL Ret |         | 109  | 10.º |  |
| 2009 | 125cc | Aprilia  | QAT 2   | JPN 2   | SPA Ret | FRA 1   | ITA 3   | CAT 4   | NED 2   | GER 1   | GBR 1   | CZE 2   | IND 5   | RSM 1  | POR 12  | AUS 1   | MAL 1   | VAL 1   |         |         | 289  | 1.º  |  |
| 2010 | Moto2 | Suter    | QAT Ret | SPA 8   | FRA 2   | ITA 9   | GBR 3   | NED 6   | CAT 3   | GER Ret | CZE 5   | IND 2   | RSM 2   | ARA 2  | JPN 2   | MAL 21  | AUS 4   | POR 12  | VAL 3   |         | 201  | 2.º  |  |
| 2011 | Moto2 | Suter    | QAT 10  | SPA 6   | POR 2   | FRA 4   | CAT Ret | GBR Les | NED Les | ITA Les | GER Ret | CZE DNS | IND 7   | RSM 12 | ARA 17  | JPN Les | AUS Les | MAL Les | VAL 10  |         | 68   | 14.º |  |
| 2012 | Moto2 | Suter    | QAT 15  | SPA 23  | POR 8   | FRA 12  | CAT Ret | GBR 22  | NED 14  | GER 15  | ITA 14  | IND 3   | CZE 11  | RSM 12 | ARA 17  | JPN 11  | MAL 4   | AUS Ret | VAL     |         | 81   | 13.º |  |
| 2013 | Moto2 | Kalex    | QAT 6   | AME 19  | SPA 16  | FRA 8   | ITA 17  | CAT 15  | NED 10  | GER 4   | IND 11  | CZE Ret | GBR 12  | RSM 12 | ARA 8   | MAL 10  | AUS Ret | JPN 5   | VAL 11  |         | 81   | 13.º |  |
| 2014 | Moto2 | Kalex    | QAT 16  | AME 23  | ARG 17  | SPA 14  | FRA Ret | ITA 22  | CAT 12  | NED 7   | GER 16  | IND Ret | CZE 7   | GBR 12 | RSM 8   | ARA 16  | JPN 6   | AUS 20  | MAL 6   | VAL Ret | 56   | 17.º |  |
| 2015 | Moto2 | Speed Up | QAT 13  | AME 9   | ARG 26  | SPA 11  | FRA 6   | ITA 7   | CAT 15  | NED 11  | GER 9   | IND Ret | CZE 18  | GBR 18 | RSM 5   | ARA Ret | JPN 16  | AUS 18  | MAL 25  | VAL 18  | 58   | 18.º |  |
| 2016 | Moto2 | Speed Up | QAT Ret | ARG 19  | AME 9   | SPA DNS | FRA Ret | ITA 17  | CAT 13  | NED 16  | GER 3   | AUT 15  | CZE 13  | GBR 14 | RSM Ret | ARA 21  | JPN 8   | AUS Ret | MAL DNS | VAL 23  | 40   | 18.º |  |
| 2017 | Moto2 | Kalex    | QAT 23  | ARG 18  | AME Ret |         |         |         |         |         |         |         |         |        |         |         |         |         |         |         | 0    | 39.º |  |

### Campeonato Mundial de Superbikes

#### Carreras por año
| Año  | Moto    | 1   | 1   | 2   | 2   | 3      | 3      | 4   | 4   | 5   | 5   | 6   | 6   | 7   | 7   | 8   | 8   | 9   | 9   | 10  | 10  | 11  | 11  | 12  | 12  | 13  | 13  | Pts. | Pos. |
| Año  | Moto    | R1  | R2  | R1  | R2  | R1     | R2     | R1  | R2  | R1  | R2  | R1  | R2  | R1  | R2  | R1  | R2  | R1  | R2  | R1  | R2  | R1  | R2  | R1  | R2  | R1  | R2  | Pts. | Pos. |
| ---- | ------- | --- | --- | --- | --- | ------ | ------ | --- | --- | --- | --- | --- | --- | --- | --- | --- | --- | --- | --- | --- | --- | --- | --- | --- | --- | --- | --- | ---- | ---- |
| 2017 | Aprilia | AUS | AUS | THA | THA | ARA 13 | ARA 15 | NED | NED | ITA | ITA | GBR | GBR | RSM | RSM | USA | USA | GER | GER | POR | POR | FRA | FRA | SPA | SPA | QAT | QAT | 4    | 34.º |